# Окадзава Севон
Севон Окадзава (нар. 21 грудня 1995) — японський боксер, що виступає у напівсередній ваговій категорії, чемпіон світу, срібний призер чемпіонату Азії.

## Любительська кар'єра
Чемпіонат Азії 2019
- 1/8 фіналу: Переміг Хусейна Амірі (Афганістан) — 5-0
- 1/4 фіналу: Переміг Зеяда Ейшаха (Йорданія) — 5-0
- 1/2 фіналу: Переміг Маймайтітуерсуна Кйонга (Китай) — 5-0
- Фінал: Програв Бобо-Усмон Батурову (Узбекистан)

Чемпіонат світу 2019
- 1/16 фіналу: Переміг Вахіда Хамблі (Франція) — 4-1
- 1/8 фіналу: Переміг Хемседдіна Храмоу (Алжир) — 5-0
- 1/4 фіналу: Програв Пету Маккормак (Велика Британія) — 2-3

Олімпійські ігри 2020
- 1/16 фіналу: Переміг Вікаса Ядава (Індія) — 5-0
- 1/8 фіналу: Програв Роніелю Іглесіасу (Куба) — 2-3

Чемпіонат світу 2021
- 1/32 фіналу: Переміг Мігеля Ферріна (Еквадор) — 3-2
- 1/16 фіналу: Переміг Дмітрія Галота (Молдова) — 5-0
- 1/8 фіналу: Переміг Асадхуя Муйдінхуджаєва (Узбекистан) — 5-0
- 1/4 фіналу: Переміг Вахіда Аббасова (Сербія) — 4-1
- 1/2 фіналу: Переміг Аблайхана Жусупова (Казахстан) — 4-1
- Фінал: Переміг Омарі Джонса (США) — 3-2